# Ritchie Coster
Ritchie Coster, född 1 juli 1967 i London, är en brittisk skådespelare.
Coster har bland annat medverkat i TV-serien Tulsa King. Han har även medverkat i filmerna The Dark Knight och Creed.

## Filmografi (i urval)
- 1998 – Fönstret åt gården (1998)
- 2002 – The Tuxedo
- 2006 – Hotet inifrån
- 2008 – John Adams (TV-serie)
- 2008 – The Dark Knight
- 2012 – Luck (TV-serie)
- 2015 – Creed
- 2022–2023 – Tulsa King (TV-serie)